# Vito Elio Petrucci
Vito Elio Petrucci (Genova, 27 aprile 1923 – Genova, 17 maggio 2002) è stato un poeta, giornalista, drammaturgo e paroliere italiano.
Era considerato l'erede intellettuale di Gilberto Govi.

## Biografia
Nato a Genova, si laureò in scienze economiche e commerciali all'università del capoluogo ligure. Intraprese quindi la sua attività pubblicistica lavorando per periodici e quotidiani. A partire dagli anni cinquanta iniziò a pubblicare le proprie prime opere poetiche, affermandosi in particolare come autore con la silloge Non esser soli, del 1962.
Autore di oltre trenta commedie teatrali, saggi e critiche sulla lingua e cultura genovese, nel suo lavoro pubblicistico si concentrò sullo studio e la diffusione delle tradizioni liguri. Ebbe notorietà grazie ai propri programmi radiofonici e televisivi dedicati alla cultura ligure, fra i quali A Lanterna per la Rai, e la serie delle commedie genovesi della Compagnia dialettale della Radio Televisione Italiana di Genova, di cui fu direttore per due decenni dal 1954. Per anni fu divulgatore della lingua e della storia del capoluogo ligure in una fortunata trasmissione televisiva per Telegenova con Maria Vietz.
Pubblicò nel 1984 una grammatica della lingua genovese, e per i propri studi e pubblicazioni sulla lingua genovese fu nominato membro dell'Academie des Langues Dialectales di Monaco, e dell'Association International pour l'Utilisation des Langues Régionales à l'Ecole di Liegi, oltre a ricevere varie onorificenze e premi (Melvin Jones Fellow del Lions Club, Premio Regionale Ligure per la poesia genovese, Premio Città di Genova 1990, Premio Luigi De Martini 1982).
Tra le sue pubblicazioni, 12 raccolte di poesie dialettali, 21 libri su cultura e tradizioni genovesi, diverse commedie in genovese e scritti in collaborazione con altri autori. Le sue opere sono presenti in antologie di poesia dialettale quali ad esempio Le parole di legno e Le parole perdute. Tra le sue raccolte, Bansighæ da l'æxia (1970), Un vento döçe (1972), O quadrifeuggio (1980), Ciù in là de parolle (1990).
Come paroliere ha scritto i testi di alcune canzoni, a volte usando lo pseudonimo Grippaudo, tra cui Una lettera dal cielo, incisa da Renzo D'Angelo, e Zanzara cha cha cha e Parlo da solo, incise da Annamaria Grilloni.
Morì a Genova nel 2002 a settantanove anni. Fu sepolto nel Famedio del Cimitero monumentale di Staglieno a Genova.